# Hebestigma cubense
Hebestigma cubense är en ärtväxtart som först beskrevs av Carl Sigismund Kunth, och fick sitt nu gällande namn av Ignatz Urban. Hebestigma cubense ingår i släktet Hebestigma och familjen ärtväxter. Inga underarter finns listade i Catalogue of Life.